# 中国のキリスト教
中国のキリスト教（ちゅうごくのきりすときょう）は、中華人民共和国におけるキリスト教の歴史と現状を記す。

## 現況

### 概説
中国には古く7世紀の635年唐の時代には、ネストリウス派が「景教」という名で伝来していた。以降も、元のジョヴァンニ・ダ・モンテコルヴィーノや明のマテオ・リッチ、清ではジュゼッペ・カスティリオーネやアダム・シャールのように、様々な宗派が、中国で宣教を続けた。一方、歴代の中華王朝では儒教その他の宗教、共産党政権下では共産主義のイデオロギーによる、さまざまな形態および強度の宗教活動の制限や監視がされている状態が継続していた。
しかし、改革開放政策の進展よる経済格差や情報通信の発達などにより共産主義イデオロギーの絶対性が崩壊し、それに代わる精神のバックボーンとしてのキリスト教への帰依が都市部を中心に急速に進展しはじめた。そして、爆発的な浸透を農村部の深部や辺境地まで広げつつ教勢を増している最中であると伝えられている。ピュー研究所によれば、中国のキリスト教人口は1949年には100万人程度とみられていたが、2010年には5800万人まで急増しているという。

### 教会規模・教派
現代の中国のキリスト教徒は、ブリタニカ国際年鑑の最新データによると中国の人口の7-7.5%で9100-9750万人程度と記録されている。しかし、在米の中国人人権活動家や在日本の中国人ジャーナリストなどの知識人が把握している直近の状況では当局の監督下にある国家公認教会と非公認教会の合計が人口の10%を超える段階に達しており1億3000万人を超えているという情報が有力である。現在、中国ではカトリック系統のキリスト教を「天主教」、プロテスタント系統のキリスト教を「基督教」または「耶蘇教」と呼んで区別している。ロシアなどから正教会も伝わり、これは東正教と呼ばれている。香港ではニキタス府主教のもとで正教会の活動が活発である。中国正教会は黒竜江省ハルビン市、新疆ウイグル自治区ウルムチ市および同自治区の伊寧市には参列することのできる教会を有し、近年は内蒙古自治区アルグン市、新疆ウイグル自治区チョチェク市での教会再建も進んでいる。正教会の聖職者の活動は公認されていないが、中国人正教徒でロシアにおいて按手され聖職者になった者、あるいは中国国外から到来した正教の聖職者が洗礼等の機密を行う事例が相次いでいる。北京市朝陽区にも一定数の正教徒がいる。エベンキ族およびダフール族の一部も正教の布教を受け、その儀礼を保っている。また、北京のロシア大使館内にも正教会が建設されている。

#### 政府公認の教会組織
- 中国基督教三自愛国運動委員会：中華人民共和国政府公認のプロテスタント系キリスト教の世俗的な面での指導機関
- 三自愛国教会および中国基督教協会：中華人民共和国政府公認のプロテスタント系の教会の組織
- 中国天主教愛国会：中華人民共和国政府公認のカトリック系統の教会の組織。中華人民共和国政府の指導下にあり、教皇の叙任権・管轄を認めず、ローマ教皇庁側からは認められていない。
- 中国正教会：中華人民共和国政府公認の正教会。中華人民共和国政府に公認された聖職者は近年すべて逝去した。

中国では、カトリック系の公認教会である中国天主教愛国会の信者は500万人、プロテスタント系の公認教会である中国基督教三自愛国運動委員会、中国基督教協会の信者は1700万人から1800万人とされる。
この他多数の非公認の「家の教会」（プロテスタント）およびカトリック「地下教会」（中華人民共和国政府はカトリック教会のバチカン市国と国交を断絶しているため、バチカンの影響下にあるカトリック教会を、非合法組織として取り締まりの対象としている）へ通う信者がいるとされている。中国国内のキリスト教徒は全部で6000万人以上存在するともいわれるのは、その3分の2はこうした非合法の教会の信者で、取り締まりの対象となっている。全能神のような、キリスト教系の新宗教も信者を増やしている。

### 現代中国における宗教政策

#### 信者の弾圧
現代の中国では、中華人民共和国政府は憲法で中国人民の信教の自由を保障しているが、一方で外国の影響を受ける宗教組織の活動は認めない方針を採っており、政府が公認しない教会は政府の登録を受けられない地下教会となっている。
他方、教派によっては、中国政府の公認団体が任命した聖職者を自派の中国における正当な指導者と認めず、破門するなどの動きもある。
中国共産党の幹部クラス党員やその家族の間にも広範かつ急速なキリスト教入信の流れがあり、日々勢いを増しているために、中国政府は現実的な落とし所を探っており、特に、バチカンとの関係修復に積極的な動きを見せている。しかし、バチカンには中華民国との国交があり、関係正常化のハードルになっている状況にある。
中国政府は香港でイギリス領時代から一定の影響力を維持している香港カトリック教会の重鎮である陳日君枢機卿にバチカンとの仲介を依頼しようとの動きを見せているが、陳枢機卿は中国政府の宗教政策を批判して仲介を拒絶している。
2016年10月には「改正宗教事務規定」が出され、「愛国心、平和、中国の夢、穏健、道徳、そして良いふるまい」が盛り込まれた宗教活動に関する新しい草案が発表された。これ以降、地下教会の集会や、イスラム教徒のメッカへの巡礼などが監視されるようになっており、20人以上の集まりは徐々に難しくなっているという。「改正宗教事務規定」は、以下の事例が禁止されている。
- 海外での宗教的訓練、会議、活動に参加するよう市民を組織すること
- 説教
- 宗教的活動を組織すること
- 宗教的施設の設立や学校内に宗教的な場所を設けること
- インターネット上で宗教的なサービスを提供すること
- 不認可の宗教的場所で宗教活動を組織すること

アメリカのキリスト教迫害監視団体「オープン・ドアーズ」は、中国を「キリスト教徒に対する迫害が激しい国」として39位にランクさせている。これは、トルコやクウェート、ジブチといったイスラム諸国と同列となっている。

## 宣教の歴史

### 唐朝 - 元朝

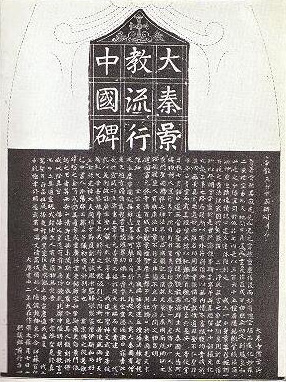
大秦景教流行中国碑

中国へのキリスト教の伝来は、唐代の太宗の時代の635年（貞観9年）に、ネストリウス派が「景教」という名で、ペルシア人司祭「阿羅本」代表の宣教師団によって伝えられた。大秦景教流行中国碑が残り、長安などに景教寺院があったことが文献に残るが、その後信者は減り、衰退した。
13世紀にはローマ教皇インノケンティウス4世に派遣されたフランシスコ会士プラノ・カルピニがモンゴル帝国の首都カラコルムに到着したことに続き、ニコラウス4世に派遣された同じフランシスコ会のジョヴァンニ・ダ・モンテコルヴィーノが元の大都で宣教活動を行い、多くの信徒を獲得した。フランシスコ会は宣教師を引き続き派遣し、1310年ごろには泉州にもフランシスコ会の修道院が建てられたが、その後宣教師の到来が途絶えたことで中国のカトリック教徒たちは14世紀中に自然消滅した。13世紀にはロシア人正教徒が中国に移住したが、彼らの信仰も後代には伝わっていない。

### 明朝末期 - 清朝初期

マテオ・リッチが作成した坤輿万国全図

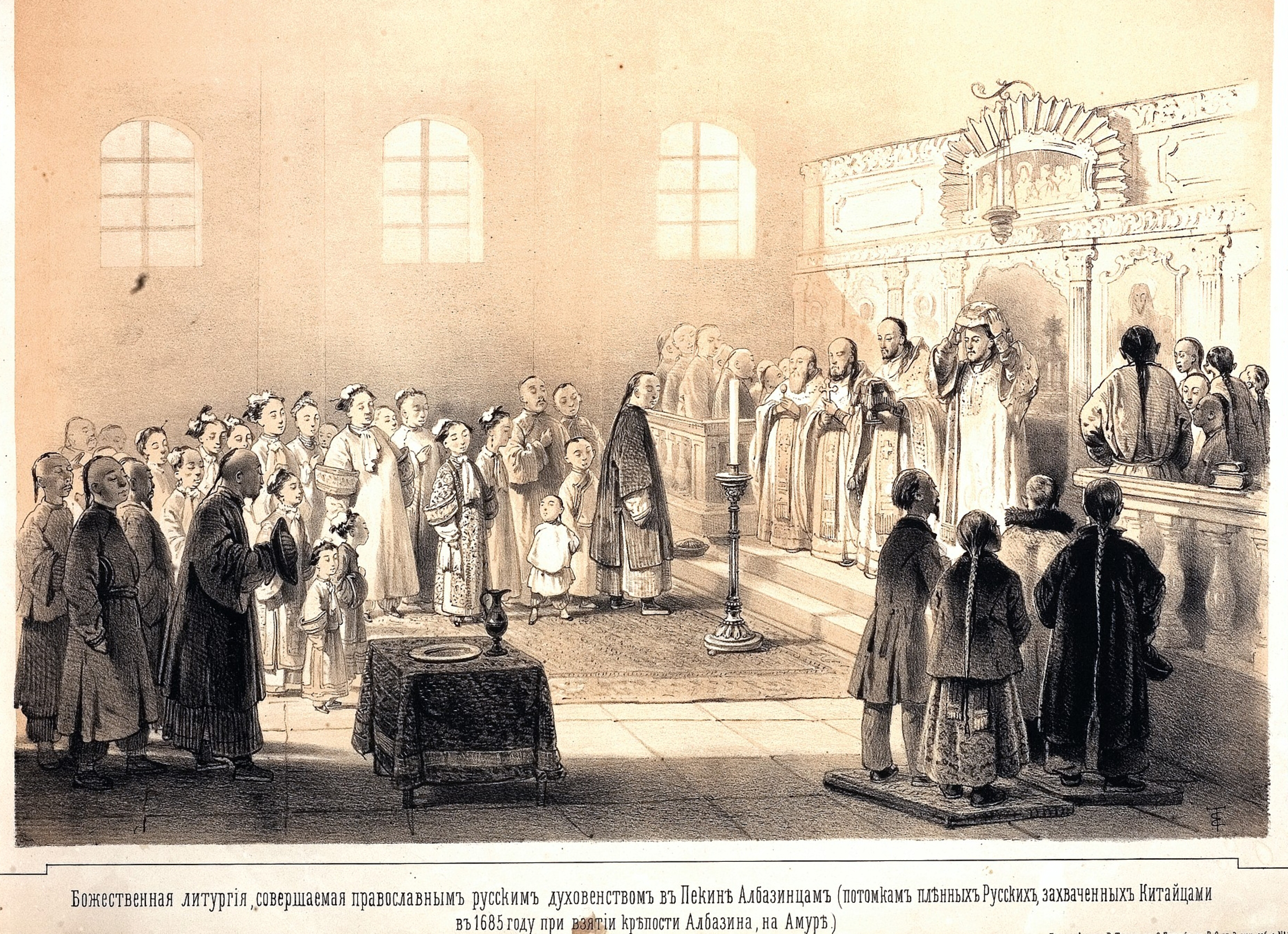
オロス・ニルでの正教会の奉神礼

16世紀にはいると、大航海時代の流れにのってヨーロッパの宣教師たちが東アジアへ到来した。フランシスコ・ザビエルは二年半の滞日で「日本人をキリスト教徒にするには中国人をキリスト教徒にするほかない」と考え、自ら中国宣教を試みたが、果たせず上川島で病没した。東インド管区巡察師アレッサンドロ・ヴァリニャーノはザビエルの遺志を継いで中国宣教の実現を図り、ヨーロッパ人の宣教師で中国語と中国文化をマスターしたものを宣教に派遣するという大方針を立てた。この計画のために最初に選ばれたミケーレ・ルッジェーリ（羅明堅）は明朝末期の1579年にマカオに到着して中国語を学び始め、3年後にはマテオ・リッチ（利瑪竇）がこれに加わった。
リッチらは苦労の末に中国の土を踏み、自ら中国名を名乗り、中国の儒者の服装をして中国文化の理解につとめた。彼のやりかたは後のイエズス会中国宣教師たちに引き継がれていく。リッチは1601年に念願の北京入りを果たし、知識人たちと交わった。リッチは1610年に没するまでに多くの教義書、科学書を漢訳し、没後万暦帝によって墓所を与えられた。
イエズス会士たちは以後、明朝と清朝の宮廷を中心に活躍し、キリスト教を宣教しながら、西洋の最先端の科学知識を惜しみなく中国に伝えた。リッチ以降の著名なイエズス会員としては、明の宮廷に西洋科学を伝えたサバティーノ・デ・ウルシス（熊三抜）、明末および清初の宮廷で暦法を伝えたアダム・シャール（湯若望）、康熙帝の信頼厚く工部侍郎に任ぜられたフェルディナント・フェルビースト（南懐仁）、フェルビーストの後を継ぎ『康熙帝伝』を著したジョアシャン・ブーヴェ（白晋）、ネルチンスク条約締結において清朝側の代表としてロシアと交渉したジャン・フランソワ・ジェルビヨン（張誠）およびトマス・ペレイラ（徐日昇）、康熙帝の側近として20年以上仕えたドミニク・パルナン（巴多明）、実測によって『皇輿全覧図』を完成させたジャン・バティスト・レジス（雷孝思）、三代の皇帝に仕えて多くの絵画を残したジュゼッペ・カスティリオーネ（郎世寧）、『孫子』『呉子』『司馬法』などをフランス語訳によってヨーロッパに紹介したジョセフ・マリー・アミオ（銭徳明）などがあげられる。
17世紀後半には清露国境紛争で捕虜となったロシア人コサックが八旗の鑲黄旗に編入されて（オロス・ニル）北京などに入植し、正教が再度伝来した。
しかし、フランシスコ会やドミニコ会などがイエズス会の適応政策を批判、イエズス会は中国における偶像崇拝を容認していると教皇庁へ訴えた。これが典礼論争である。欧州各国の王権が強まる中で国を超えて活動しながら教皇に忠誠を誓うイエズス会は危険視され、これを機会に総攻撃を受ける。典礼論争は単なる宗教問題ではなく、政治問題でもあった。1773年に中国におけるイエズス会は解散に追い込まれ、宣教活動も終止符を打つことになる。一方で、信仰がオロス・ニルに限定されていた正教会は存続し、キャフタ条約に基づき伝道団も派遣されていた。

### 清朝末期

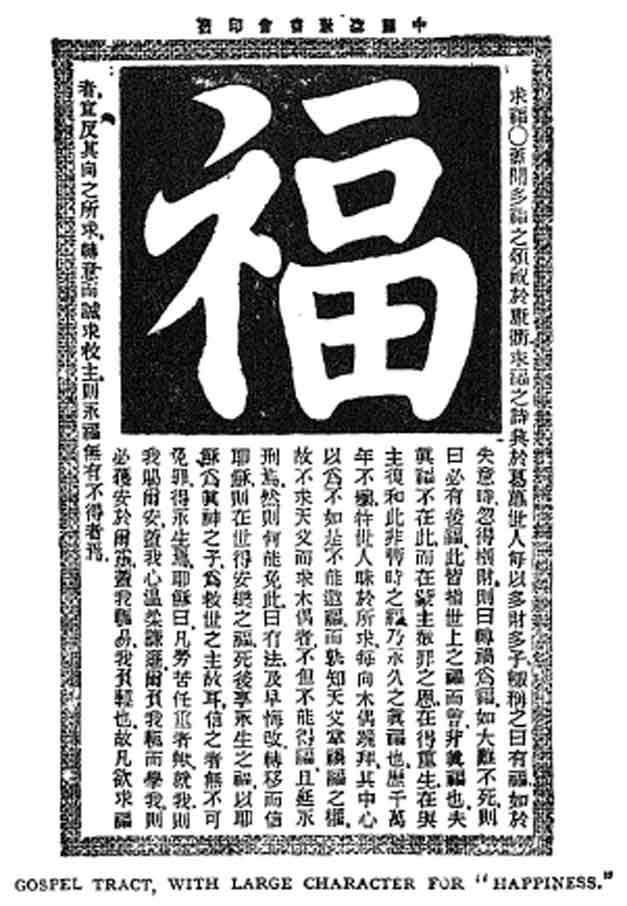
チャイナ・インランド・ミッションが宣教のために作成した印刷物

19世紀に入ると、イギリス東インド会社の後ろ盾をうけたプロテスタントの宣教師ロバート・モリソンが中国での伝道を開始。モリソンはマカオで中国語辞典をつくり、漢訳聖書を発行した。プロテスタント宣教師達は精力的に中国語・中国文化の習得につとめ、相次いで聖書の翻訳が行われた。その翻訳に際しては語彙の的確性のほか、文体にまで注意が払われ、宣教師達の間で活発な論争も行われた。プロテスタント宣教師による本格的な中国布教は1858年の天津条約、1860年の北京条約以降になるが、それ以前の19世紀前半に、既に中国語訳聖書などの宣教の素地が出来上がっていた。
清朝末期に勃発した太平天国の乱は洪秀全によって組織された宗教団体太平天国が引き起こしたものであったが、モリソンの漢訳聖書の影響を受けたといわれている。ただし、太平天国はキリスト教の影響を受けているものの土俗的信仰の性格が強く、キリスト教の一教派とはふつう看做されない。
義和団の乱に際して、北京の正教徒が多数致命者となった。ロシアから中国への移住者が増えるにつれて、主流派正教徒の人口が増加し、中国人の帰正者も現れ、漢口、上海、新疆省などに正教会が出現した。正教古儀式派教徒も中国東北部および新疆省に移住し始めた。
白蓮教の乱によって異端宗教の弾圧が始まると、カトリック教徒もそれら異端宗教としばしば混同され、中国全体で信者の数は激減した。19世紀中葉には、フランスとの間で結ばれた黄埔条約によって布教保護権を獲得したパリ外国宣教会は、中国西南地方で布教を行い、他省からの移民コミュニティを中心に改宗者を増やした。しかし、列強の圧力を背景とした尊大な宣教は反発を招き、教案と呼ばれる反キリスト教暴動も頻発した。
1916年に天津でフランス領事が教会拡張のために一方的な土地収用を行い、カトリック指導部と宣教の方法で対立していた天津副司教ヴァンサン・レブが事態を批判し左遷され、レブを支持する中国人信者がカトリック指導部に抗議運動を起こした「老西開事件」と呼ばれる事件が起きる。事件は中国カトリック指導部内に論議を呼び、布教保護権の見直しと中国人聖職者の登用の契機となった。1919年に教皇ベネディクトゥス15世より、布教先の文化に敬意を払わず、現地聖職者の育成を怠った従来の宣教の方針を改める回勅が発表された。1926年にはピウス11世によって6名の中国人司祭が司教に叙階された。

### 近代
ロシアの満州および新疆への進出、そして、ロシア革命以降の動乱により、ロシアに存在していた数多くの教派の信徒が中国に到来し教会を建設した。

### 現代

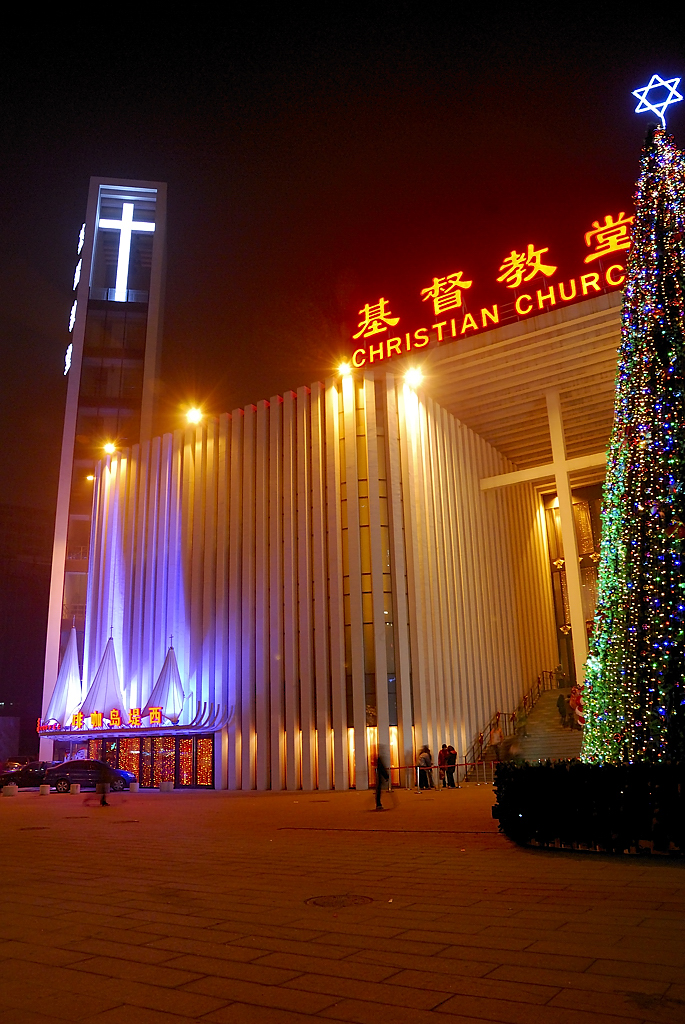
北京市内の三自愛国教会の教会。クリスマス期間のため、ライトアップされている。2007年撮影。

第二次世界大戦後、中華人民共和国を樹立した中国共産党は、国内に外国の勢力の影響を受けた宗教団体の存在を認めず、キリスト教については政府主導により三自愛国教会を組織し、外国人聖職者を国内から去らせた。
特にローマ教皇を絶対視するカトリック教会は認めず、教皇大使のリベリ大司教を追放し、 国内のカトリック教会を政府公認組織である中国天主教愛国会を通じて支配下に置こうとした。政府の公認教会である中国天主教愛国会では、ローマ教皇にのみ認められる司教の選任と叙階を独自に行っている。最近では政府の公認教会の司教もバチカンと政府の両方の認可を受ける例も出ている。政府支配下の教会への協力を拒否し、教皇に忠誠を誓う聖職者や信者の教会を地下教会というが、こちらは今もなお政府から迫害を受けている。

#### プロテスタントの動き
また、中国国内のプロテスタント系教会諸派は、「三自愛国運動」方針を示し、共産党と協議の上「中国基督教会宣言」を表明して、中国基督教三自愛国運動委員会を組織し、さらに文化大革命のキリスト教弾圧を経て、中国基督教協会を設立した。だがいまだに非公認の「家の教会」は迫害されている場合がある。
エキュメニカル派は中華人民共和国政府公認の三自愛国教会と交わり、福音派は家の教会と交わっている。
このため福音派との交流は認められていない。2010年には中華人民共和国のクリスチャン200人が世界中の福音主義者が集まる福音派の第3回ローザンヌ世界宣教会議に招待されたが、政府非公認の地下教会（家の教会）のクリスチャンは中国政府によって出国を禁じられ、パスポートを没収された。中華人民共和国政府は福音派のローザンヌ誓約とローザンヌ運動を拒否しており、また、ローザンヌ側は中華人民共和国政府公認教会の指導者を招待しなかった。
聖書は、中華人民共和国政府および三自愛国教会の発表では愛徳印刷会社があるので十分足りているとされるが、実際には配布に制限があり、聖書は教会でのみ配布されていて、中国最大の新華書店ネットワークなどでは仏教書は売っているが聖書は販売されていないので、不足していると感じている福音派の宣教団体が海外から持ち込んでいる。

#### カトリックの動き
2010年12月25日には、ローマ教皇ベネディクト16世はバチカン市国サン・ピエトロ広場でクリスマス恒例の説教を行った際、先2010年11月より中国政府・中国共産党による、バチカン未承認のカトリック司教の任命やバチカン公認司教の弾圧を含めた中国国内におけるカトリック信者の弾圧について、「宗教と良心の自由に対する制限があっても心を失うことなく、キリストと教会への忠誠を保ち、希望の炎をともし続けるよう」訴え、また「政治・宗教指導者に、信教の自由を尊重する考えがもたらされることを願う」との異例のメッセージを述べた。バチカンの声明に対して、中国国家宗教事務局は「極めて無礼で根拠がない」と反論し、中国天主教愛国会の劉柏年名誉議長もバチカンを非難した。しかし、中華人民共和国政府公認の中国天主教愛国会は、バチカンのみならず、日本をはじめ、各国司教評議会にも正統なカトリック組織とは認められていない。
中国と歴史的に関わりの深いイエズス会初のローマ教皇であるフランシスコは就任当初から中華人民共和国政府との関係改善を目指す意向を示しており、2018年9月22日にバチカンは中国との間で長年の対立事項だった聖職叙任権の問題で暫定合意に至ったと発表した。バチカンは、中国政府が独自に任命した中国天主教愛国会の司教7人を追認する。一方、中国はフランシスコ法王をカトリック教会のトップと公認するなどの内容が盛り込まれている。この合意は、巨大な人口を持つ中国で布教を行いたいバチカン側が、中国に対して大幅に譲歩したとの観測もあり、中国国内の地下教会の信者たちは、「自分たちは見捨てられるのではないか」という大きな不安に襲われているとされる。法王は、「分裂を乗り越え、中国のカトリック共同体は一体になるべきだ。（合意は）過去の傷を癒し、中国のすべての信者の親交を回復する前例のないプロセスになる」と語り、中国の信者に行動を促した。合意はあくまで暫定であるため、現在の地下教会の司教や信者の処遇などなお不透明な部分も多い。法王は、地下教会の信者を念頭に「彼らはこれからも苦しむだろう」「和平合意が結ばれる時は、双方とも何かを失うのが通例だ」と語り、弾圧よりも対中関係を優先したと受け止められかねない発言をしており、中国の地下教会信者は、法王に対して失望の声が一層高まる可能性がある。カトリック教会内部では、この合意を根拠に、中国政府が信者に服従を迫るのではないかという危惧があるという。

#### 正教の動き
1950年代からの中ソ対立で立ち消えたかに思われた中国正教会も、現在はハルビンの正教教会などで再生の動きがある。

## 参照項目
- 中国語訳聖書

## 各時代の記録
- 『イエズス会士中国書簡集 第6巻 信仰編』 平凡社東洋文庫、1974年。全6巻
- 『イエズス会士書簡集　中国の布教と迫害』 平凡社東洋文庫、1980年、各 矢沢利彦編訳
- 『中国伝道四五年　ティモシー・リチャード回想録』 蒲豊彦・倉田明子監訳、平凡社東洋文庫、2020年

## 関連書籍
- ジャック・ジェルネ『中国とキリスト教　最初の対決』 鎌田博夫訳（叢書ウニベルシタス・法政大学出版局、1996年）
- 山本澄子 『中国キリスト教史研究』山川出版社（増補改訂版2006年）
- 内田樹「街場の中国論　第6講」『東西の文化交流 — ファンタジーがもたらしたもの』、ミシマ社、2007年